# Jacobus Sylvius
Jacobus Sylvius (latinisering av Jacques Dubois), född 1478 i Amiens, död den 14 januari 1555 i Paris, var en fransk anatom. 
Sylvius blev 1529 eller 1531 medicine doktor i Paris, föreläste från 1535 i Collège de Tréguier och blev 1550 professor vid Collège Royal. Hans föredrag utmärkte sig genom klarhet och elegans, och han drog till sig en mängd åhörare. Hans förnämsta betydelse inom anatomien ligger däri, att han var en av de första, som dissekerade människolik och sålunda förberedde den lyftning, som anatomin rönte under 1500-talet. 
Dock vållade hans blinda beundran för Galenos, att han alls inte förstod att uppskatta den nya tidens strävanden, och det gick därhän,  att han 1551 mot sin forne lärjunge Andreas Vesalius, den moderna anatomins grundläggare, skrev en häftig smädeskrift. För övrigt är han bekant för sin sällsynt stora girighet. Hans skrifter utkom samlade 1630.